# Mitchellania loricata
Mitchellania loricata är en urinsektsart som först beskrevs av Riozo Yosii 1960.  Mitchellania loricata ingår i släktet Mitchellania och familjen Hypogastruridae. Inga underarter finns listade i Catalogue of Life.